# Élections européennes de 1994 en Allemagne
En Allemagne, les élections européennes de 1994 se sont déroulées, pour la quatrième fois, le 12 juin 1994 pour désigner les 99 députés européens allemands. Ces élections européennes ont été les premières pour l'Allemagne réunifiée. 26 partis et organisations politiques étaient candidates à ces élections.

## Résultats
| Parti ou coalition       | Parti ou coalition                                                                           | Voix                            | %                | +/-               | Sièges  | +/-           | Groupe |
| ------------------------ | -------------------------------------------------------------------------------------------- | ------------------------------- | ---------------- | ----------------- | ------- | ------------- | ------ |

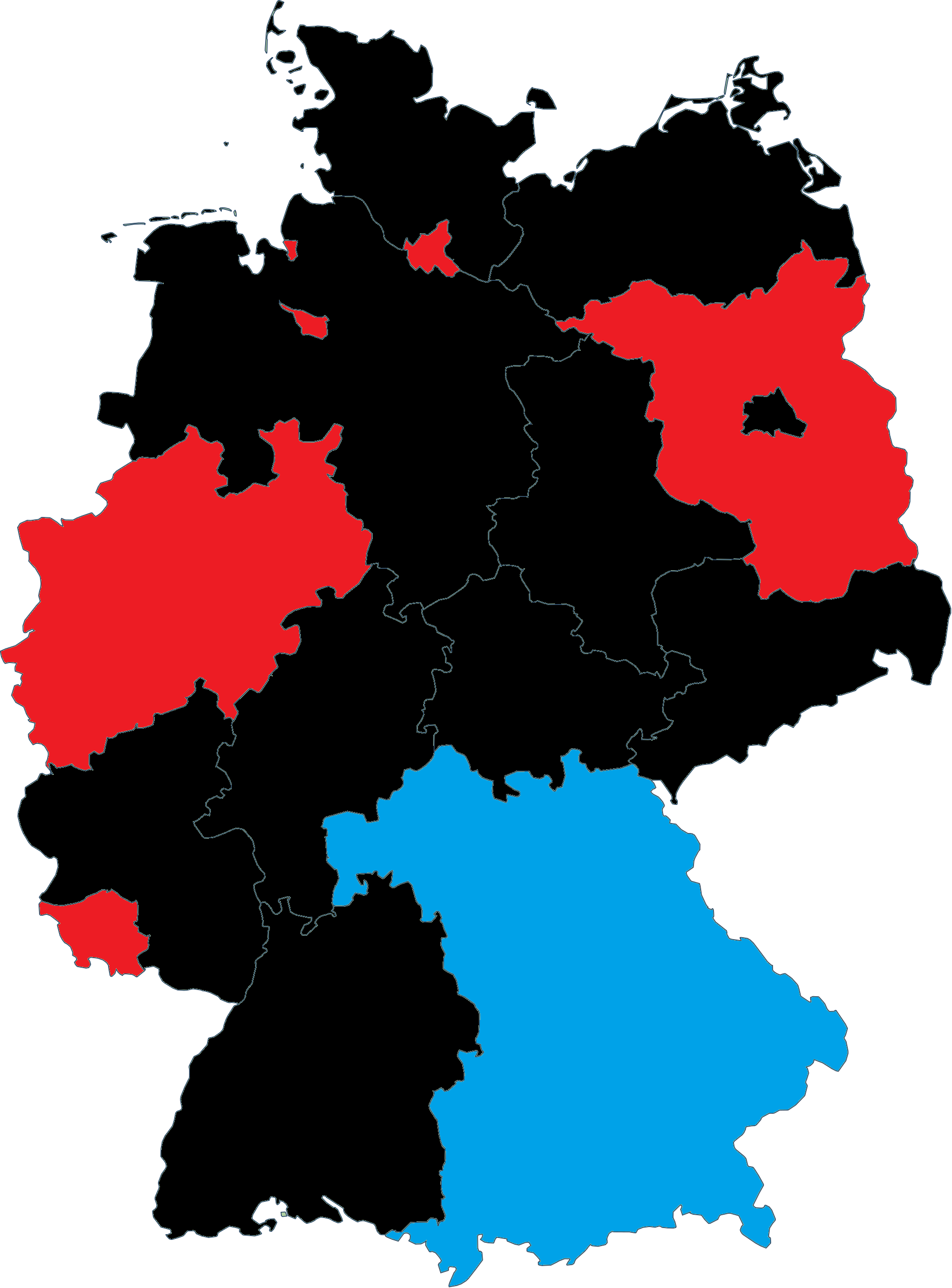
Parti arrivé en tête par Land. Rouge : SPD, Noir : CDU, Bleu : CSU

|                          | Union CDU/CSU - Union chrétienne-démocrate d'Allemagne - Union chrétienne-sociale en Bavière | 13 739 447 11 346 073 2 393 374 | 38,80 32,04 6,76 | 1,01 · 2,5 · 1,49 | 47 39 8 | 16 · 15 · 1   | PPE    |
|                          | Parti social-démocrate d'Allemagne (SPD)                                                     | 11 389 697                      | 32,16            | 5,16              | 40      | 10            | PSE    |
|                          | Alliance 90 / Les Verts (Grünen)                                                             | 3 563 268                       | 10,06            | 1,61              | 12      | 5             | V      |
|                          | Parti du socialisme démocratique (PDS)                                                       | 1 670 316                       | 4,72             | Nv.               | 0       | Nv.           |        |
|                          | Parti libéral-démocrate (FDP)                                                                | 1 442 857                       | 4,07             | 1,52              | 0       | 4             |        |
|                          | Les Républicains (REP)                                                                       | 1 387 070                       | 3,92             | 3,2               | 0       | 6             |        |
|                          | Fédération des citoyens libres (BFB)                                                         | 385 676                         | 1,09             | Nv.               | 0       | Nv.           |        |
|                          | Les Gris - Les Panthères grises (GRAUE)                                                      | 275 866                         | 0,78             | Nv.               | 0       | Nv.           |        |
|                          | Parti écologiste-démocrate (ÖDP)                                                             | 273 776                         | 0,77             | 0,12              | 0       | en stagnation |        |
|                          | Autres partis                                                                                | 1 283 441                       | 3,62             | -                 | 0       | en stagnation |        |
|                          |                                                                                              |                                 |                  |                   |         |               |        |
| Votes valides            | Votes valides                                                                                | 35 411 414                      | 97,56            |                   |         |               |        |
| Votes blancs et nuls     | Votes blancs et nuls                                                                         | 884 115                         | 2,44             |                   |         |               |        |
| Total                    | Total                                                                                        | 36 295 529                      | 100              | -                 | 99      | 18            | -      |
| Abstentions              | Abstentions                                                                                  | 24 178 398                      | 39,98            |                   |         |               |        |
| Inscrits / Participation | Inscrits / Participation                                                                     | 60 473 927                      | 60,02            |                   |         |               |        |

## Différences régionales
| Länder                   | Union  | SPD    | Grünen | PDS    | FDP   | REP   | Autres |
| ------------------------ | ------ | ------ | ------ | ------ | ----- | ----- | ------ |
| Länder                   |        |        |        |        |       |       |        |
| Anciens Länder (ex-RFA)  | 40,3 % | 33,9 % | 11,2 % | 0,6 %  | 4,2 % | 4,2 % | 5,6 %  |
| Nouveaux Länder (ex-RDA) | 32,9 % | 25,3 % | 5,8 %  | 20,6 % | 3,6 % | 3,0 % | 8,8 %  |
| Allemagne                | 38,8 % | 32,2 % | 10,1 % | 4,7 %  | 4,1 % | 3,9 % | 6,9 %  |